# Inkorporation (Recht)

Inkorporation im Gegensatz zur Fusion

Inkorporation (lateinisch Incorporatio ‚Eingliederung, Beitritt‘) steht im völkerrechtlichen Sinn für die (in aller Regel friedliche) Eingliederung eines souveränen Staates in einen anderen. Die (wirksame) Inkorporation ist heute insbesondere terminologisch von der unwirksamen Annexion zu unterscheiden, denn der Inkorporationstatbestand wird maßgeblich dadurch eingegrenzt, dass der Gebietszuwachs willentlich und freiwillig erfolgt, was etwa von einem Referendum abhängig gemacht werden kann. Die Annexion bedeutet hingegen die gewaltsame Einverleibung eines Staatsgebietes, die gegen den Willen des Betroffenen und daher mit völkerrechtlich unzulässigen Mitteln herbeigeführt wird.
Ein Beispiel für eine Inkorporation stellt der Beitritt der Deutschen Demokratischen Republik zur Bundesrepublik Deutschland mit Wirkung zum 3. Oktober 1990 dar, die den Untergang der DDR als Staat im Sinne des Völkerrechts zur Folge hatte. Die Wiener Konvention über die Staatennachfolge in Verträge aus dem Jahr 1978 erwähnt die Inkorporation als Möglichkeit nicht, wodurch sich bei der Wiedervereinigung Deutschlands Probleme betreffs der Geltung der von der DDR geschlossenen völkerrechtlichen Verträge ergaben, die durch den Einigungsvertrag gelöst werden konnten.
Mit Inkorporation ist häufig auch schlicht die Eingliederung von Völkerrecht ins innerstaatliche Recht gemeint.

## Weitere Bedeutungen
- Im Sinne des deutschen Staatsrechts für die Eingliederung eines Bundeslandes oder eines Teils davon in ein anderes.
- Im Sinne des deutschen Kommunalrechts für die Vereinigung (Eingliederung, in älteren Vereinigungsverträgen bzw. Ortsgesetzen auch „Einverleibung“ genannt) zweier oder mehrerer bisher eigenständig rechtsfähiger Gebietskörperschaften (Gemeinden) zu einer einzigen vergrößerten Gemeinde, die im Ursprung bereits Partner der Vereinigung war und deren Name beibehalten wird (→ Eingemeindung [Absorption], Gemeindefusion).
- Im Kirchenrecht die Eingliederung beziehungsweise Zuweisung einer kirchlichen Pfründe, meist einer Pfarrkirche, an eine andere geistliche Institution, oft ein Kloster oder Domkapitel (→ Inkorporation (Kirche)).